# Turistická značená trasa 0010

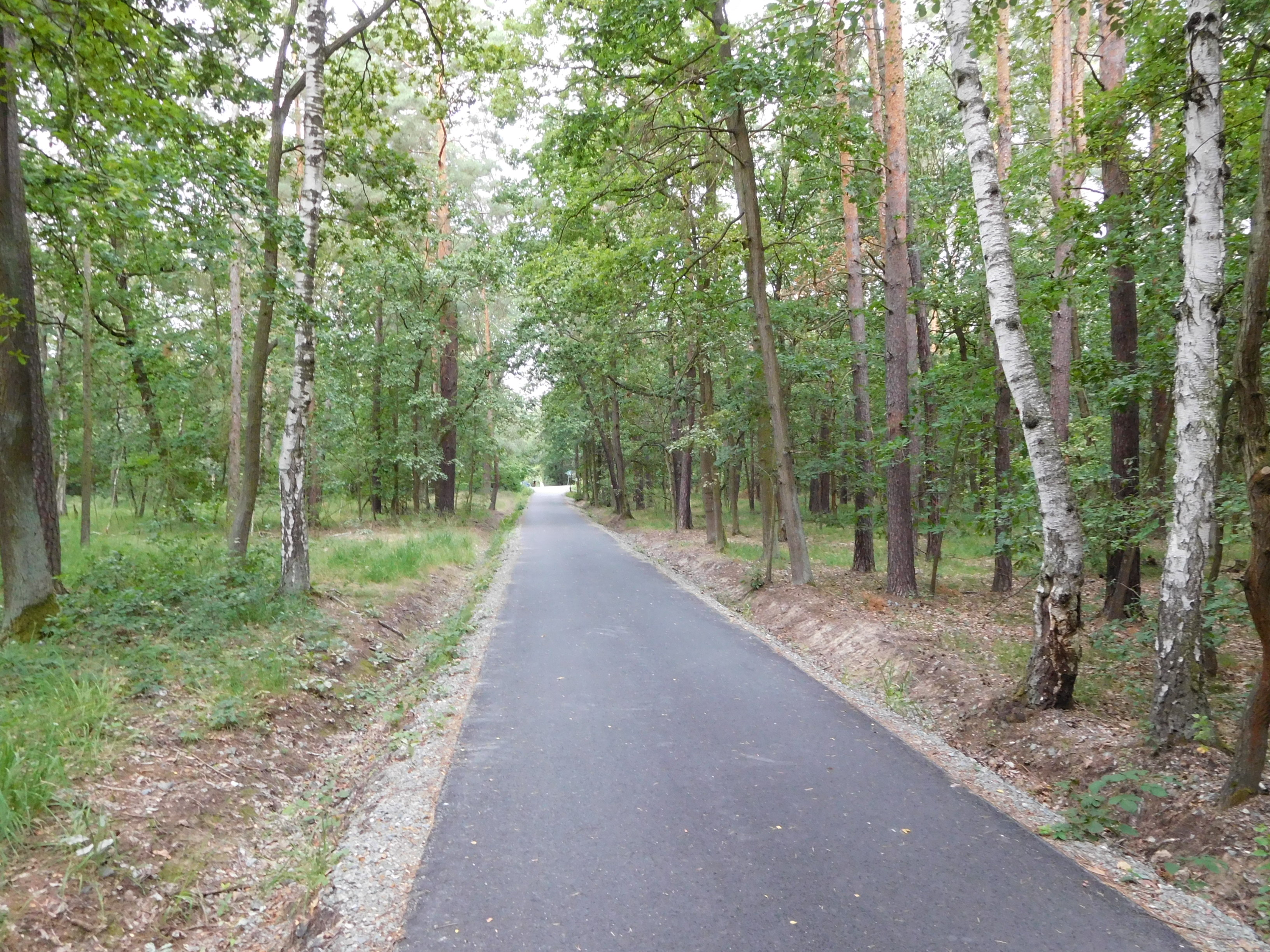
Úsek v Klánovickém lese

 Turistická značená trasa 0010 je červeně vyznačená 19,5 kilometru dlouhá pěší trasa Klubu českých turistů vedená z Klánovic přes Újezd nad Lesy, Dobročovice, Škvorec, Třebohostice, Babice a Strašín do Říčan.

## Popis trasy
Cesta vede převážně jihovýchodním a jižním směrem. Projde Klánovickým lesem a podél Přírodního parku Škvorecká obora. Za kamenným můstkem přes Výmolu vede cesta po silnici mezi poli. Za obcemi Dobročovice, Škvorec a Třebohostice ji čeká Babický les a Janovický les se zaniklou vesnicí. Údolím podél Rokytky dojde do Říčan, kde u nádraží končí a kde navazují další turistické trasy.
Cyklisté mohou využít cyklostezky 8211, 8207, 1 a 8218. Trasa zčásti vede společně s Naučnou stezkou Přírodní park Škvorecká obora - Králičina a Naučnou stezkou Říčansko.
| Km   | Místo                       | Navazující a křižující trasy | Nadm. výška |
| ---- | --------------------------- | ---------------------------- | ----------- |
| 0    | Nádraží Klánovice jih       | 0008, 1003, 3117, 6001       | 254 m       |
| 2    | Ve Vidrholci                | 3117, 6128                   |             |
| 2    | Újezd-Vidrholec             | 6128                         | 276 m       |
| 5,5  | Dobročovice                 |                              |             |
| 8    | Škvorec                     | 6003                         |             |
| 9,5  | Třebohostice                |                              |             |
| 10   | Na plachtě (rozc.)          |                              | 370 m       |
| 13   | Babice                      |                              |             |
| 14   | Babice (rozc.)              | 3003                         | 402 m       |
| 14,5 | Janovický les (vých. rozc.) | 1049                         |             |
| 15   | Janovický les (záp. rozc.)  | 1049                         |             |
| 16   | Strašín U Hájovny           | 3095                         | 410 m       |
| 17,5 | Údolí Rokytky (rozc.)       | 3095                         | 363 m       |
| 18,5 | Říčany Strašínská           |                              |             |
| 19,5 | Říčany (žst)                | 1049, 3095                   |             |

## Zajímavá místa
- Škvorecká obora - přírodní park
- Mostek přes Výmolu
- Škvorec (starý zámek)
- Lom Na plachtě - přírodní památka
- Janovice (Babice) - zaniklá ves

## Veřejná doprava
Cesta začíná u železniční zastávky v Klánovicích a končí u nádraží v Říčanech. V obcích, kterými prochází jsou zastávky autobusů.